# Spoorbrug Monsin
De Spoorbrug Monsin is een spoorwegbrug over het Kanaal van Monsin in Herstal in de Belgische provincie Luik, die het eiland Monsin verbindt met het langgerekte schiereiland Chertal. De brug leidt goederenspoorlijn 214 (van het voormalige station Jupille naar de ArcelorMittal-staalfabrieken) over het kanaal.